# 1881 no Brasil
Esta é uma cronologia dos fatos acontecimentos de ano 1881 no Brasil.

## Incumbentes
- Imperador – D. Pedro II (1831–1889)

## Eventos
- 9 de janeiro: A Lei Saraiva, que estabelece o título de eleitor, eleições diretas, voto secreto e o alistamento preparado pela Justiça, é sancionada pelo imperador Pedro II.
- 8 de novembro: Júlio César Ribeiro de Sousa realiza o primeiro voo público de um balão dirigível Le Victoria em Paris, na França.
- 25 de dezembro: Júlio César Ribeiro de Sousa realiza o primeiro voo de um balão dirigível Le Victoria em Belém, no estado do Pará.

## Nascimentos
- 5 de agosto: João do Rio, jornalista, escritor, tradutor e teatrólogo (m. 1921).